# Astochia flava
Astochia flava is een vliegensoort uit de familie van de roofvliegen (Asilidae). De wetenschappelijke naam van de soort is voor het eerst geldig gepubliceerd in 2004 door Scarbrough in Scarbrough & Biglow.